# Kieskautberg
Der Kieskautberg ist ein 461 m hoher Berg zwei Kilometer südlich von Carlsberg im Osten des Diemersteiner Waldes, wie ein Teilbereich des nördlichen Pfälzerwaldes genannt wird.

## Lage
Über den Berg verläuft die Grenze zwischen den Verbandsgemeinden Freinsheim südlich und Leiningerland nördlich.
Der Berg ist von Mischwald bedeckt. 

## Tourismus
Der Gipfel wird von Hertlingshausen durch einen Wanderweg des Pfälzerwald-Vereins erschlossen, der mit  markiert ist.